# Fano Adriano
Fano Adriano é uma comuna italiana da região dos Abruzos, província de Teramo, com cerca de 395 habitantes. Estende-se por uma área de 35 km², tendo uma densidade populacional de 11 hab/km². Faz fronteira com Crognaleto, Isola del Gran Sasso d'Italia, Áquila (AQ), Montorio al Vomano, Pietracamela, Tossicia.

## Demografia
| Variação demográfica do município entre 1861 e 2011                               |
|                                                                                   |
| Fonte: Istituto Nazionale di Statistica (ISTAT) - Elaboração gráfica da Wikipedia |